# 日本総合研究所 (財団法人)
一般財団法人日本総合研究所（いっぱんざいだんほうじん にほんそうごうけんきゅうじょ、Japan Research Institute）は、日本のシンクタンク。
1970年8月に野田一夫が茅誠司と設立した。
各種調査研究事業を行うほか、名古屋事務所では医療・介護・福祉施設や一般企業に対する教育研修事業をグループ企業とともに行っている。
元内閣府および経済産業省所管。略称は「日総研」、「JRI」、「日本総研」など。

## 事務所
- 本部：東京都港区赤坂四丁目8番20号 ASOビル6階
- 東京事務所：東京都新宿区四谷一丁目21番2号 ニュー四谷ビル8階
- 特別研究本部：東京都千代田区一番町10番2号 一番町Mビル7階
- 名古屋事務所：愛知県名古屋市中村区則武本通1丁目38番

## 沿革[2]
- 1970年8月 - 設立。
- 1977年5月 - 名古屋事務所を開設し、教育研修事業を開始。
- 1979年3月 - 大阪事務所開設（1985年8月閉鎖）。
- 1982年12月 - 本部を分離し、東京事務所開設。
- 1983年 - 名古屋事務所の出版部門を分離し、株式会社日総研出版を設立。
- 1986年 - 株式会社日総研出版の編集デザイン部門を分離し、株式会社日総研印刷を設立。
- 1993年4月 - 特別研究本部開設。
- 2000年12月 - 評議委員会設置。
- 2012年4月 - 一般財団法人日本総合研究所に移行。

## 歴代役員

### 名誉会長
- 茅誠司（1985年5月 - 1988年11月）
- 岸田純之助（1990年5月 - 2012年9月）

### 会長
- 初代：茅誠司（1981年5月 - 1985年4月）
- 2代：岸田純之助（1985年5月 - 2001年5月）
- 3代：野田一夫（2001年6月 - 2006年3月）
- 4代：寺島実郎（2006年4月 - 2010年5月）
- 5代：野田一夫（再任、2010年6月 - 2016年5月）
- 6代：寺島実郎（再任、2016年6月 - ）

### 理事長
- 初代：茅誠司（1970年8月 - 1981年4月）
- 2代：野田一夫（1981年5月 - 2001年5月）
- 3代：寺島実郎（2001年6月 - 2006年3月）
- 4代：野田一夫（再任、2006年4月 - 2010年5月）
- 5代：寺島実郎（再任、2010年6月 - 2016年5月）
- 6代：岸田良平（2016年6月 -2018年5月）
- 6代：松岡斉（2018年6月 - ）

### 副理事長
- 初代：野田一夫（1975年4月 - 1981年4月）
- 2代：菅家茂（1981年5月 - 1993年4月）
- 3代：西藤冲（1993年5月 - 2008年5月）
- 4代：富永哲郎（2008年6月 - 2013年6月）
- 5代：岸田良平（2013年7月 -2016年5月）

2016年5月限りで副理事長廃止。

### 所長（常勤）
- 初代：野田一夫（1970年8月 - 1975年3月）
- 2代：菅家茂（1975年4月 - 1981年5月）
- 3代：塩田長英（1981年6月 - 1990年7月）
- 4代：西藤冲（1990年8月 - 2000年4月）
- 5代：岸田良平（2000年5月 - 2008年5月） - 後に、名古屋事務所の社会福祉士養成所担当理事（日総研グループ代表兼務）
- 6代：松岡斉（特別研究本部担当、2008年6月 - 2018年5月）
- 7代：坂本俊英（2018年6月 - ）